# Saint-Germain-de-la-Grange
Saint-Germain-de-la-Grange település Franciaországban, Yvelines megyében. Lakosainak száma 1842 fő (2022. január 1.). Saint-Germain-de-la-Grange Thiverval-Grignon, Villiers-Saint-Frédéric, Beynes, Neauphle-le-Château és Plaisir községekkel határos.

## Népesség
A település népessége az elmúlt években az alábbi módon változott:
| Lakosok száma | 1843 | 1861 | 1924 | 1869 | 1859 | 1850 | 1847 | 1841 | 1842 |
|               | 2013 | 2015 | 2016 | 2017 | 2018 | 2019 | 2020 | 2021 | 2022 |